# Nationalsozialistische Parteikorrespondenz
Nationalsozialistische Parteikorrespondenz oder kurz NSK war ein Pressedienst benannt, der 1932 eingerichtet wurde, um der Parteipresse Nachrichten über die NSDAP zu liefern. Nach der Machtergreifung 1933 wurden sämtliche deutschen Zeitungen verpflichtet, die NSK zu beziehen.
Nach einer Anordnung von Adolf Hitler vom August 1931 wurden die Mitteilungen der Reichspressestelle der NSDAP ab 15. Januar 1932 durch die NSK ersetzt. Herausgeber wurde laut dieser Anordnung  der Hauptmann a. D. und SA-Gruppenführer Wilhelm Weiß, der auch die bisherigen Mitteilungen herausgegeben hatte.
Der Hauptschriftleiter war der Reichsamtsleiter Helmut Sündermann, sein Stellvertreter war der Hauptstellenleiter Wilhelm Ritgen. Die Vertretung in München übernahm Gert Sachs. Die NSK stellte für die NSDAP den einzigen presseamtlichen Dienst. Sie hatte die Aufgabe, die Verlautbarungen der NSDAP als Parteimeinung in allen wirtschaftlichen, politischen und kulturellen Positionen darzustellen.
Der von der NSK herausgegebene Artikel- und Nachrichtendienst sollte weiterhin die Öffentlichkeit über wesentliche Arbeiten und Vorgänge innerhalb der NSDAP informieren. Die NSK wurde vom Franz-Eher-Verlag in Berlin SW 68 in der Zimmerstraße 88 bis 91 verlegt. Redakteur war von 1942 bis Kriegsende der Schriftsteller und Journalist Kurt Maßmann.
Die NSK gab wöchentlich einmal folgende Dienste heraus:
- Das Deutsche Recht, Sonderdienst des  Nationalsozialistischen Rechtswahrerbundes
- Volk und Bauer, amtliches Organ des Reichsamtes für Agrarpolitik der NSDAP
- Die Deutsche Frau, amtlicher Pressedienst der NS-Frauenschaft und des  Deutschen Frauenwerks
- Wochenschau der NSV, Sonderdienst der Reichsleitung der NSDAP, dem Hauptamt für Volkswohlfahrt, Volk und Familie

Durch eine Verfügung des Reichspressechefs der NSDAP wurde weiterhin angeordnet, dass sämtliche Pressedienste, die von den Dienststellen der NSDAP herausgegeben wurden oder sich nationalsozialistisch nannten, der Kontrolle des Hauptschriftleiters der NSK unterstellt wurden. Dazu gehörten auch sämtliche NS-Gaudienste, die von den Gaupresseämtern der NSDAP herausgegeben wurden.
Unter diese Kategorien der Pressedienste fielen u. a.:
- Deutsche Arbeitskorrespondenz (DAK)
- Reichsjugendpressedienst (RJG)
- Wirtschaftspolitischer Dienst (WPD)
- Wirtschaftspolitischer Pressedienst
- Studentenpressedienst

## Referenzen
- Institut für Zeitungswissenschaft (Universität Berlin), Handbuch der Deutschen Tagespresse, Leipzig 1937